# Рерих, Борис Константинович
Борис Константинович Рерих (28 мая [9 июня] 1885, Санкт-Петербург — 4 мая 1945 года, Москва) — архитектор-художник, педагог. Младший брат Н. К. Рериха.

## Биография
Родился в семье петербургского нотариуса Константина Фёдоровича Рериха и его жены Марии Васильевны. Учился в частной школе Карла Мая и рисовальной школе при Императорском Обществе поощрения художеств (под руководством Д. Н. Кардовского). По окончании поступил в Высшее художественное училище при Академии художеств. Учился в мастерской Л. Н. Бенуа, получил специальность архитектора-художника. 
Будучи студентом Академии художеств, в 1909 году участвовал в обследовании памятников истории и архитектуры старинного города Овруча Волынской губернии, помогал архитектору А. В. Щусеву (в качестве помощника) в реконструкции Васильевской Златоверхой церкви, сооружённой в XII веке. В 1910 году, Борис Рерих выполнил обмеры стен и башен Новгородского кремля. Работал вместе с братом и Н. Е. Макаренко на раскопках Великого Новгорода. Также, он помогал Николаю Рериху в росписи храма Святого Духа в Талашкино.
По окончании Академии в 1913 году стал преподавать в рисовальной школе, где прежде сам учился и в 1914 году организовал в ней столярную мастерскую. Одновременно преподавал на архитектурных курсах Е. Ф. Багаевой. Выполнил ряд работ по восстановлению и строительству (дом на ул. Мойка, построенный Монферраном; корпуса для акционерного общества «Фармакон»; отделка вилл Л. С. Лившица в Ницце и другие).
С 1916 года исполнял обязанности директора рисовальной школы; в 1918 году избран её проректором. С 1919 по 1923 годы работал в Киеве заведующим секцией художественного образования Наркомпроса Украины, был избран профессором Академии художеств, Архитектурного института. Здесь же проявился его талант к оформлению книг: им была создана галерея портретов деятелей украинской культуры.
С апреля 1923 года по ноябрь 1925 года продолжал занимать ответственные должности в бывшей Школе ИОПХ, ставшей Государственным художественно-промышленным техникумом, а также в Архитектурном институте. Заведовал художественной частью в студии «Севзапкино», участвовал в создании фильмов «Дипломатическая тайна», «Таинственный узник».
В 1926 году встречался в Москве, Новосибирске, Монголии с братом Н. К. Рерихом; принял участие в продвижении концессионных проектов («Белуха», «Ур»), бесплодно завершившихся в 1927 году. После этого, занимая должность старшего инженера и руководителя архитектурной группы строительного сектора Института по проектированию металлургических заводов (Ленгипромез), находился в разработке ОГПУ, как брат «американского разведчика Рериха», на его квартире проводились обыски.
23 мая 1931 году арестован, привлечён к уголовной ответственности за «контрабанду» и 23 августа приговорён к трём годам заключения в лагерь. Отбывал наказание в закрытом Особом конструкторском техническом бюро № 12 («шарашке») в качестве архитектора; 2 января 1933 года условно-досрочно освобождён.
В 1939 году переехал в Москву. В годы войны переписывался с братом. Умер 4 мая 1945 года. Похоронен в Москве, на Даниловском кладбище.
Сохранённые Борисом Рерихом и его второй женой — Татьяной Григорьевной Рерих — картины и архив Н. К. Рериха поступили в музеи России.
Постановлением Президиума Санкт-Петербургского городского суда от 12 июля 2000 года Б. К. Рерих был реабилитирован по делу от 23 августа 1931 года «за отсутствием в его действиях состава преступления»